# Bulbophyllum ceratostyloides
Bulbophyllum ceratostyloides là một loài phong lan thuộc chi Bulbophyllum.